# Isabellakanaal

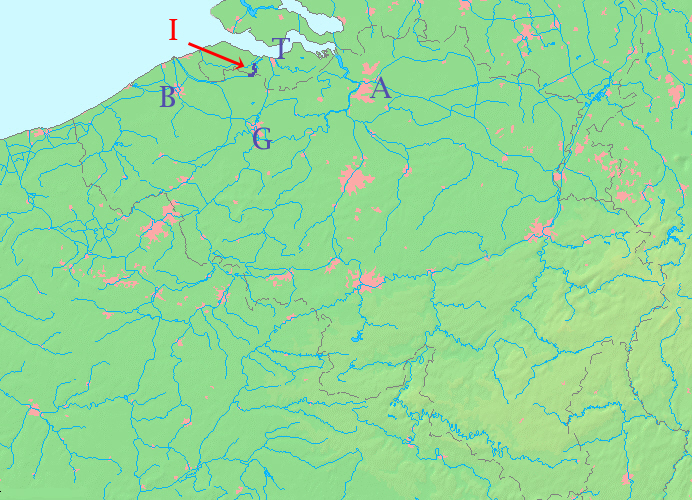
Ligging Isabellakanaal.
B: Brugge; G: Gent; A: Antwerpen; T: Terneuzen

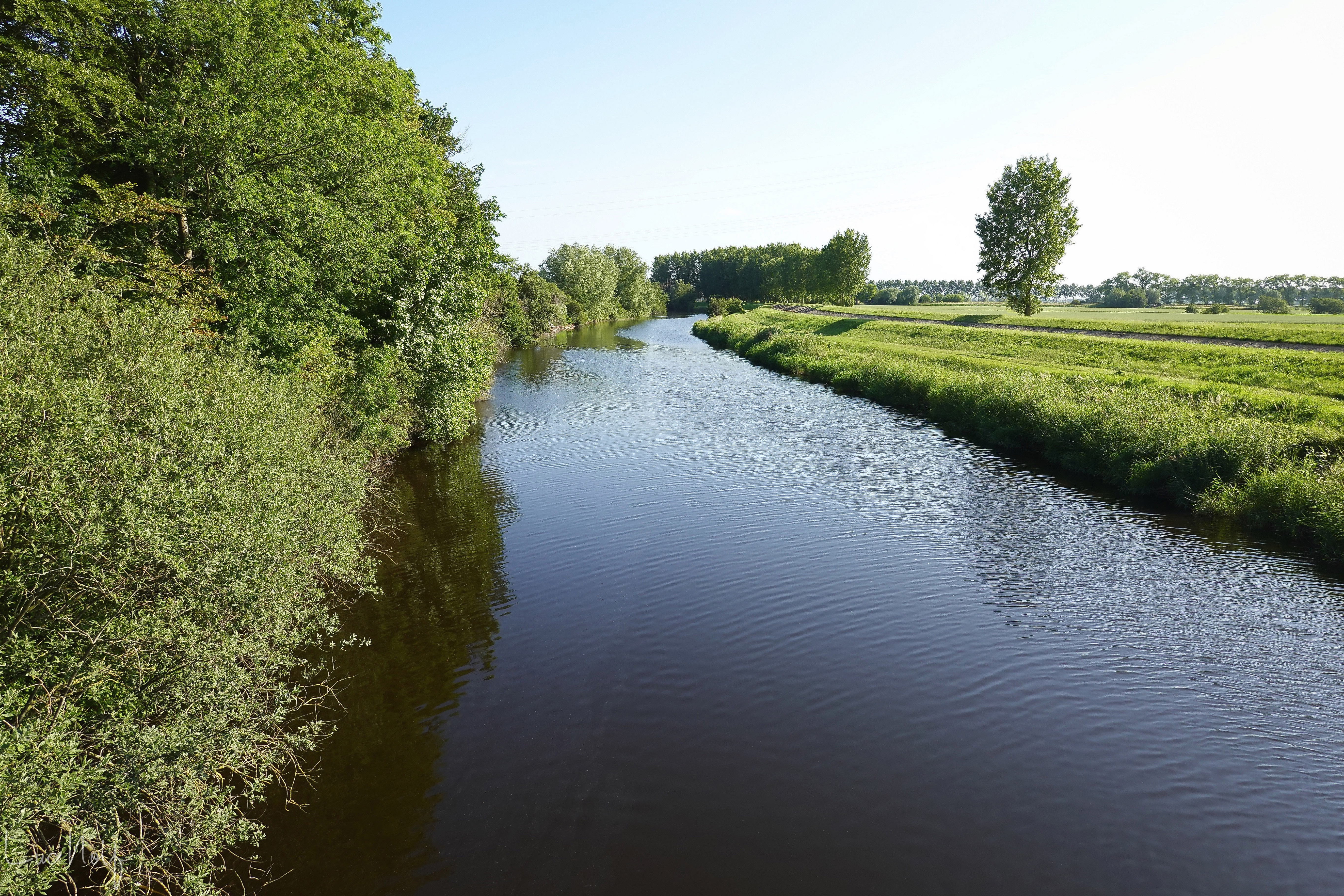

Het Isabellakanaal is een kort afwateringskanaal (5,5km) in Nederland dat de Braakman verbindt met het Belgische Leopoldkanaal ten noorden van Boekhoute. Het werd in 1920 gegraven ten gevolge van een nieuw akkoord tussen beide landen. Het moest ertoe bijdragen de afwatering van de Belgische polders in het Braakmangebied te verbeteren.